# Walenschip

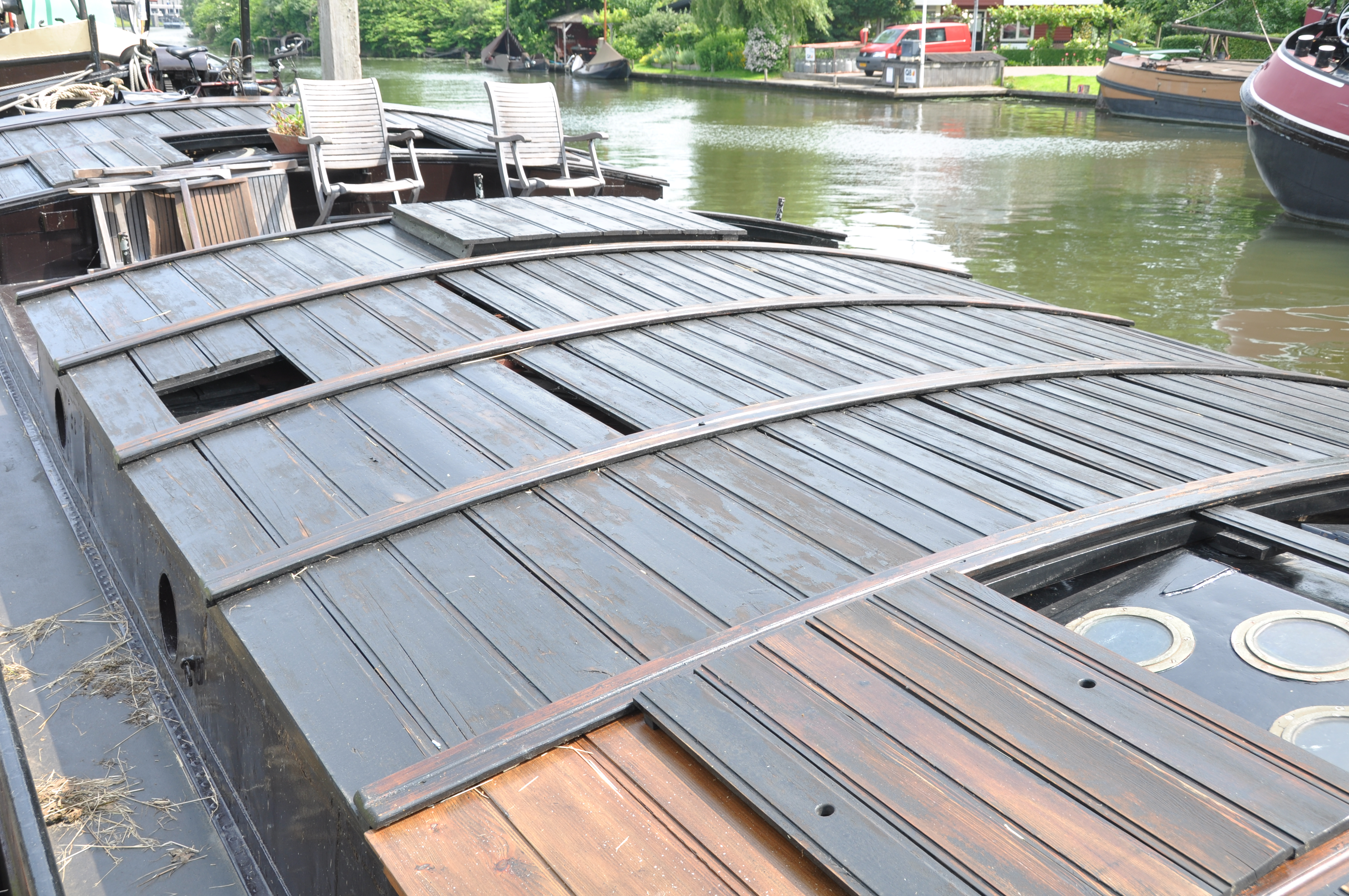
Voorbeeld van een ronde houten luikenkap

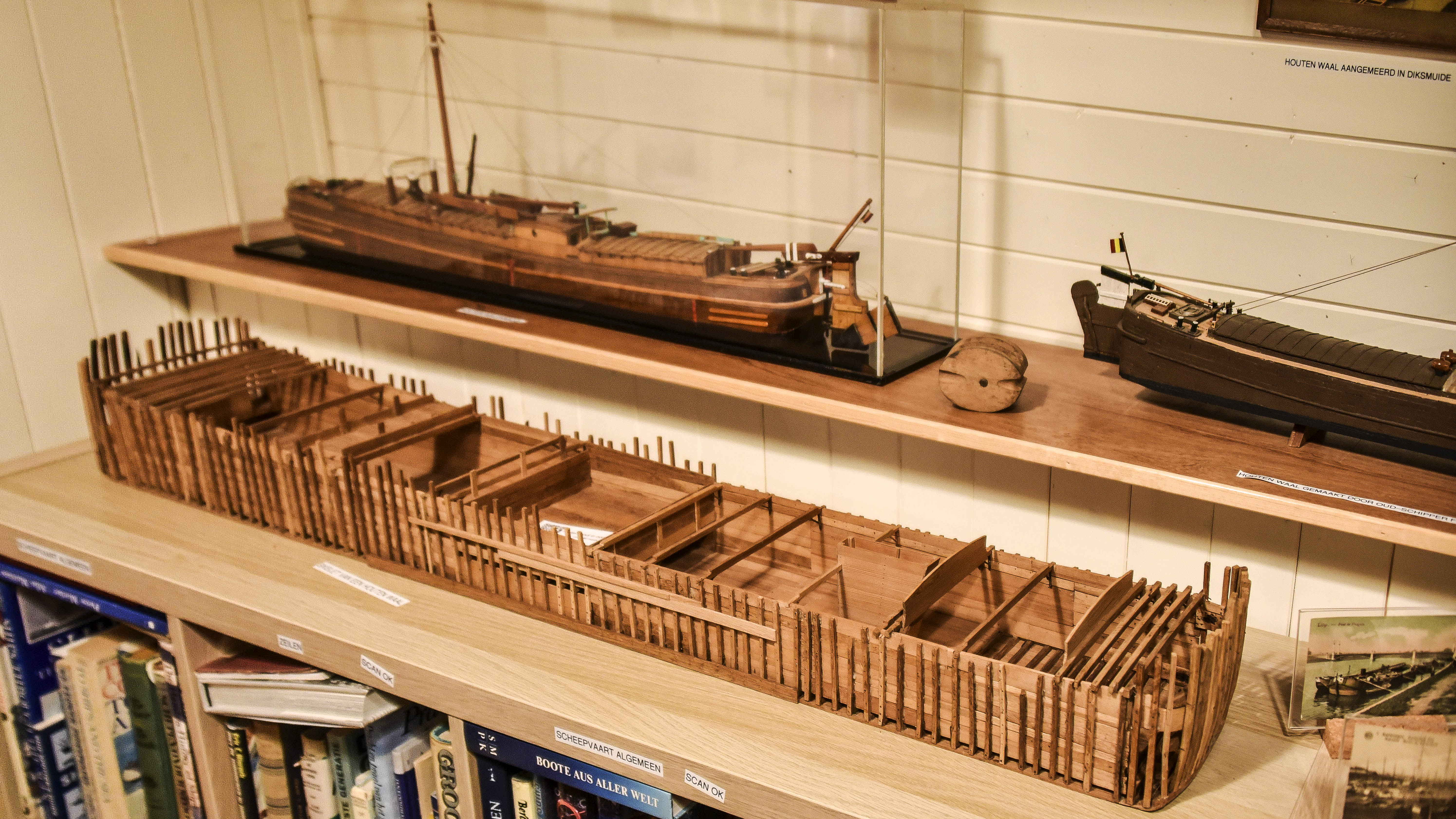
Houten modellen van een walenschip op het museumschip Tordino

Een walenschip, waal, bijlander, bak, walenbak of Doornikenaar was een meestal houten spits, een min of meer blokvormig gebouwd schip, dat bestemd was voor het vervoer van lading over de Belgische en Franse kanalen. Deze schepen werden vanaf 1890 in Frankrijk en België gebouwd. De schepen konden bij gunstige wind een klein zeil zetten, maar werden gewoonlijk gesleept of gejaagd. Kenmerkend aan deze schepen was het zware berghout op de kop van het schip, bedoeld om bij het raken van een obstakel, sluis of ander schip schade aan het schip te voorkomen.
De gebruikelijke afmetingen van een waal waren: lengte 34 tot 38,50 m, breedte tot 5,05 m en een afgeladen diepgang van 1,8-2,5 m. Anno 2015 zouden deze afmetingen overeenkomen met CEMT-klasse I. De afmetingen waren zodanig gekozen, dat de schutcapaciteit van de sluizen optimaal werd benut. 
Oorspronkelijk was de roef - bij dit type schip midscheeps - 's nachts als stal in gebruik voor de paarden waarmee het schip gejaagd werd. Later woonde daar vaak de schipper met zijn familie. De schepen hadden ronde houten luiken, met korte plankjes in de lengterichting van het schip. Vanwege de manoeuvreerbaarheid bij hun lage snelheid hadden de schepen een groot roer, in later jaren werd dat korter gemaakt en van een ophaalbaar verlengstuk voorzien. Dit werd de stuurplank of lunette genoemd.  
Rond 1906 bestond 50% van de Belgische geregistreerde binnenvaartvloot uit zo'n 2000 walen, een aantal dat terugliep tot 223 walen in 1958. Op dat moment voeren er 43 met een eigen motor. Na 1962 verdwenen de laatste schepen versneld uit de branche en werden ze verschroot.